# 아그리젠토
아그리젠토(이탈리아어: Agrigento, 시칠리아어: Girgenti)는 이탈리아 시칠리아섬 남부 해안에 있는 도시이다. 아그리젠토도의 도청 소재지이다.
고대 그리스의 도시 아크라가스(고대 그리스어: Ἀκράγας)가 있었던 곳으로, 로마 시대에는 아그리겐툼(라틴어: Agrigentum)으로 불렸다.